# 빅토리아 대학교 (캐나다)
빅토리아대학교(The University of Victoria)는 캐나다의 명문대중 가운데 하나로 브리티시컬럼비아 대학교와 사이먼 프레이저 대학교와 함께 서부를 대표하는 3개의 대학 가운데 하나이다. 그레이터 빅토리아 시내에서 대중교통으로 약 20분 거리에 위치해 있다.

## 개요
빅토리아 대학교는 브리티시컬럼비아 주 빅토리아에 있는 주립 종합대학교로 캐나다를 대표하는 대학 중 하나로 줄여서 유빅(uvic)이라고도 부른다. 100년이 넘는 전통을 가진 빅토리아 대학교는 1903년 설립된 빅토리아 칼리지(Victoria College)로 1961년 학사학위를 처음으로 수여했고 종합대학교로 승격하면서 지금의 빅토리아 대학교가 되었다. 총 약 3만명(2011)의 학생과 1,070명(2011)의 전임교수들로 구성되어 있다.

## 교육 및 연구

### 순위
캐나다 주간지 <매클린즈> (Maclean's Magazine)캐나다 대학 순위 조사에서 꾸준히 상위권을 차지하고 있으며, 타임스 고등교육 세계 대학 랭킹이 매기는 세계 대학 순위에서는 2010년부터 2013년까지 세계 100~130위권으로 평가되었다. 연세대학교 등 한국의 여러 대학교들과 교환학생 제도를 운영 중이다.

## 수상
지구과학 분야에서는 2007년 켄 덴먼, 그렉 플라토, 존 파이프 등이 지구과학 분야에서 노벨상을 수상하였고 2013년에는 프랑수아 앙글레르와 피터 힉스 박사가 물리학 분야에서 노벨상을 수상하였다.